# کی‌استون ایر یاچ
کی‌استون ایر یاچ (به انگلیسی: Keystone–Loening_Air_Yacht) یک هواگرد ملخ‌پیشین تک‌موتوره از نوع Utility amphibian ساخت شرکت Loening, Keystone-Loening است. هواگرد کی‌استون ایر یاچ نخستین پروازش را در ۱۹۲۸ میلادی انجام داد. در مجموع، تعداد ۴ فروند از این هواگرد ساخته شده‌است.
طراح این هواگرد، Grover Loening بود.